# Христос Музакітіс
Христос Музакітіс (грец. Χρήστος Μουζακίτης, нар. 25 грудня 2006, Афіни, Греція) — грецький футболіст, центральний півзахисник клубу «Олімпіакос» та національної збірної Греції.

## Ігрова кар'єра

### Клубна
Христос Музакітіс народився у Афінах і займатися футболом починав у столичному клубі АЕК. У 2014 році він приєднався до клубної академії «Олімпіакоса». Тривалий час футболіст грав за молодіжну команду клубу. В сезоні 2023/24 Музакітіс допоміг «Олімпіакосу» виграти Юнацьку лігу УЄФА. 29 вересня 2024 року Христос дебютував у першій команді «Олімпіакоса», коли вийшов у стартовому складі на гру чемпіонату країни проти «Атромітоса».

### Збірна
З 2022 року Христос Музакітіс виступав за юнацькі збірні Греції різних вікових категорій.
17 листопада 2024 року в матчі Ліги націй проти Фінляндії Музакітіс дебютував у складі національної збірної Греції і у віці 17 років 10 місяців і 23 дні став наймолодшим гравцем в історії національної збірної.

## Титули
Олімпіакос В
 Переможець Юнацької ліги УЄФА: 2023/24
Олімпіакос
 Чемпіон Греції: 2024/25
 Переможець Кубка Греції: 2024/25

## Стиль гри
Христос Музакітіс грає на позиції центрального півзахисника. В юнацькому віці починав свою кар'єру, граючи воротарем.